# Міра Лукша
Міра Лукша (Мирослава Янівна) (біл. Міра Лукша; *9 вересня 1958, Гайнівка, Польща) — білоруська письменниця.
Закінчила філіал Варшавського університету в Білостоці (1985). З 1985 року працює в білоруському тижневику «Нива». Член Спілки білоруських письменників з 1997 року. Мешкає в Білостоці.
Дебютувала на сторінках «Ниви» у 1973 році. У книгах прози «Дикий птах горобець» (1992), «Віспа» (1994) і поезії «Бажання (Замова)» (1993), «Є» (1994) — філософські роздуми над долею білоруського села, про його сучасні проблеми та хвилювання, соковиту народну мову .